# Arang and the Magistrate
Arangsatojeon (coréen : 아랑사또전, connu aussi sous le nom de Tale of Arang ou Arang and the Magistrate), est une série télévisée sud-coréenne en 20 épisodes, basé sur le personnage folklorique coréen, Arang. La série est diffusée à partir du 15 août 2012 sur MBC en Corée du Sud.

## Synopsis
Kim Eun-oh, un jeune noble va avec son vassal, Dol-Soe dans le village de Miryang à la recherche de sa mère après avoir entendu une rumeur selon laquelle elle séjournerait là-bas. Capable de voir les fantômes depuis son enfance, dès qu'il en rencontre, il prétend ne pas les voir et s'énerve quand ceux-ci lui demandent une faveur.
Il fait la rencontre d'Arang, une fantôme ayant perdu tous ses souvenirs et cherche à découvrir la cause de sa mort. Elle implore l'aide de Kim Eun-oh. Il refuse puis change d'avis quand il voit qu'Arang porte l’épingle à cheveux de sa mère qu'il avait offert lors de sa dernière rencontre. Il décide de l'aider finalement à retrouver ses souvenirs et à résoudre le mystère sur sa mort.

## Distribution

### Acteurs principaux
- Lee Joon-gi : Kim Eun-oh
- Shin Min-a : Arang / Lee Seo-rim
- Yeon Woo-jin : Joo-wal
- Hwang Bo-ra : Bang-wool, shaman
- Kwon Oh-joong : Dol-Soe, vassal de Kim Eun-oh
- Han Jung-soo : Mu-young
- Kang Moon-young : Dame Seo, mère de Kim Eun-oh
- Kim Yong-gun : Maître Choi
- Yoo Seung-ho : Empereur de jade, Roi des cieux
- Park Joon-gyu : Yanluowang, Roi du monde souterrain
- Kim Kwang-gyu : Lee Bang
- Lee Sang-hoon : Hyung Bang
- Min Sung-wook : Ye Bang
- Kim Min-jae : Geo Deol
- Song Jae-ryong : Kim Seo-bang
- Noh Hee-ji : Fée céleste
- Lee Yong-yi : Femme de ménage de Lee Seo-rim
- Im Joo-eun : Mu-yeon
- Yoon Joo-sang : Maître Kim, père de Kim Eun-oh

### Acteurs récurrents
- Yoon Do-hyun : Ancien magistrat de Miryang (épisode 1)
- Jung Soo-young : Client de Bang-wool (épisode 1)
- Im Hyun-shik : Fantôme (épisode 2)
- Jeong Bo-seok : Professeur (épisode 14)
- Lee Sung-min : Contrôleur d'accès (épisode 20)

## Production

### Casting
La série est le premier projet de Lee Joon-gi depuis qu'il a fait son service militaire obligatoire d'une durée de 21 mois et qu'il a terminé le 16 février 2012,.
Elle marque aussi le retour de Shin Min-a à la télévision depuis qu'elle a interprété le rôle de Gu Mi-ho dans la série télévisée My Girlfriend is a Gumiho en 2010.

### Tournage
La première lecture du script a eu lieu au MBC Dream Center à Goyang, Gyeonggi-do, en Corée du Sud le  12 mai 2012. Avant la lecture du script, le réalisateur Kim Sang-Ho et le scénariste Jung Yoon-Jung ont expliqué le contexte et les raisons de faire la série.
Le tournage a commencé le 23 mai 2012 au Namyangju Studio Complex. La première scène a été filmée sur un toit avec Arang (Shin Min-a) qui regarde Kim Eun-oh (Lee Joon-gi) en train de marcher dans une rue avec son vassal, Dol-Soe (Kwon Oh-joong).

### Bande-originale
La bande originale de Arang and the Magistrate, sortie le 17 octobre 2012, réunit de nombreux artistes comme Jang Jae in, MC Sniper, Baek Ji-young, etc. Des acteurs de la série ont participé pour la bande-originale de la série tels que Shin Min-a, Lee Joon-gi et Yoon Do-hyun,.
Arang and the Magistrate - Original Television Soundtrack
- Fantasy - Jang Jae in
- Butterfly Dream (My Secret Dream) - Yoon Do-hyun
- Black Moon - Shin Min-a
- Love and Love - Baek Ji-young
- Surprised - Kim Bo-kyung
- Mask Dance - MC Sniper
- One Day - Lee Joon-gi
- Love Is You – K.Will
- Shout - Lee Ki-chan
- Mirage - Yoo Seung-chan
- One Day (inst.)
- Love Is You (inst.)
- Shout (inst.)
- Mirage (inst.)

## Distinctions

### Récompenses
- Korean Culture and Entertainment Awards 2012 : Meilleur second rôle pour Kwon Oh-joong
- MBC Drama Awards 2012 : Prix du meilleur couple pour Lee Joon-gi et Shin Min-a
- Seoul International Drama Awards 2013 : 
  - Acteur exceptionnel du Drama Coréen pour Lee Joon-gi
  - Excellent Drama Coréen

## Diffusion internationale
- MBC (2012)
- BS Japan (2013)
- Television Broadcasts Limited (2013)
- Xing Kong (2013)
- ETTV (2013)
- GMA Network (2014) avec le titre The Tale of Arang: A Love Without End (doublée en tagalog)